# Нова Плахтіївка
Нова́ Пла́хтіївка — село Саратської селищної громади Білгород-Дністровського району Одеської області в Україні. Населення становить 77 осіб.

## Історія
19 липня 2020 року, в результаті адміністративно-територіальної реформи і ліквідації Саратського району, село увійшло ло складу новоутвореного Білгород-Дністровського району.

## Населення
Згідно з переписом УРСР 1989 року чисельність наявного населення села становила 99 осіб, з яких 47 чоловіків та 52 жінки.
За переписом населення України 2001 року в селі мешкало 76 осіб.

### Мова
Розподіл населення за рідною мовою за даними перепису 2001 року:
| Мова       | Відсоток |
| ---------- | -------- |
| українська | 83,12 %  |
| російська  | 9,09 %   |
| молдовська | 3,90 %   |
| гагаузька  | 2,60 %   |
| болгарська | 1,30 %   |